# Зеда-Вани
Зеда-Вани (груз. ზედა ვანი) — село в Грузии, на территории Ванского муниципалитета края (мхаре) Имеретия.

## География
Село находится в западной части Грузии, на берегах реки Чишуры, вблизи южной окраины города Вани, административного центра муниципалитета. Абсолютная высота — 87 метров над уровнем моря.

## Население
По результатам официальной переписи населения 2014 года, в Зеда-Вани проживало 910 человек (462 мужчины и 448 женщин). В национальной структуре населения грузины составляли 99,7 %, русские — 0,2 %, украинцы — 0,1 %.
| Год  | Население, человек |
| ---- | ------------------ |
| 2002 | 658                |
| 2014 | ↗ 910              |